# Микулинці (місцевість Снятина)
Микулинці — колишнє село, нині історична місцевість у місті Снятин Івано-Франківської області.
Микулинці розташовані в західній частині міста Снятин. З півночі Микулинці обмежені автошляхом Н 10, зі сходу — автошляхом Т 0909, з півдня — річкою Прут.

## Географія
Над Прутом Микулинці підносяться на 209 м над рівнем моря. З місцевого горба відкривається панорама Припруття і віддалених Карпат.

## Назва
Назва походить від особового імені Микула, з якого утворено патронімічну форму Микулинці. Аналогічні топоніми є й в інших регіонах України — село Микулинці на Вінниччині та смт Микулівці на Закарпатті. За місцевим переказом, записаним краєзнавцем Михайлом Бажанським, Микула був військовим ватажком, який отримав землю за хоробрість у боях.

## Історія
Перша письмова згадка про село датується 1427 роком. У 1444 році землі Микулинців були продані Кордейовичем Якову з Тисмениці за тридцять марок. Однак археологічні розвідки свідчать про набагато давніше заселення території. У 1977 році івано-франківський археолог Богдан Томенчук виявив тут поселення доби раннього заліза (VII—V ст. до н. е.). Інше поселення — Снятин IV (колишні Микулинці) — досліджувалося експедицією В. Барана у 1987 році. Воно є багатошаровим: тут виявлено артефакти голіградської культури, періоду римського часу (I—III ст.), а також доби Київської Русі.

## Соціально-економічний розвиток
У XIX — на початку XX століття в селі спостерігався активний культурний і освітній розвиток. З 1868 року діяла парафіяльна школа, а з 1898 року — однокласна державна з українською мовою навчання. У селі виникли культурно-просвітницькі товариства: «Народна спілка» (1899), «Січ» (1903), «Просвіта» (1914). У 1910 році «Січ» налічувала 50 членів, з яких 17 — жінки.
14 червня 1914 року в селі було відкрито пам’ятник Тарасові Шевченку — один із перших на території Галичини. На ньому вигравіювано: «1814—1914 Тарасови Шевченкови найбільшому генієві і поетови України товариство Січи».
У селі діяв млин братів Розенбергів — єдиний у повіті, а також гуральня (1913 рік). У 1908 році мешканці зазнали стихійного лиха: посухи, приморозків і злив. У 1910 році в селі мешкало 1223 особи: 742 греко-католики, 38 римо-католиків, 90 юдеїв; також проживали поляки та інші національні меншини.

## Освіта
До 1930-х років школа в селі стала утраквістичною (з українською та польською мовами навчання), а до 1938 року — двокласною. Серед вчителів — Наталія Карп’юк, майбутня дружина письменника Марка Черемшини.

## Релігія
У 1867 році Микулинецьку парафію виокремлено з Снятинської і приєднано до Будилівської. У 1906 році споруджено нову дерев’яну хрестоподібну церкву святого Миколая. Дзвіницю збудовано 1907 року. Храм закрито радянською владою 1961 року, відновлено — у 1989.
Серед священиків: о. Степан Магазевич (XVIII ст.), о. Антін Ліщинецький (XIX ст.), о. Йосиф Трильовський (1836–1906), о. Василь Пік (1877 р.н., з 1927 року — парох села).
Святині: пам’ятний хрест на честь скасування панщини (1848), каплиця.

## Сучасна історія
У 1939–1940-х роках радянська влада репресувала поміщицьку родину Богусевичів, а на основі їхнього маєтку створено колгосп ім. І. Франка. Після війни в селі діяла центральна садиба укрупненого колгоспу ім. Леніна. У 1949 році населення села становило 745 осіб, у 1959 — 721 особа.
Микулинці входили до складу Устянської сільської ради разом із селами Устя, Будилів, Орелець і Тулова. У 1951 році хутір Малі Микулинці приєднано до села Потічок.

## Топоніміка
Місцеві назви урочищ та осередків: «Гора», «Долина», «За ясинівцем», «За яром», «На хатках», «Приліпка», «Вивіз», «Вигін», «Жовті береги», «Камениски», «Коло вікнини», «Коло Грутчихи», «Ксьондзьке», «Лукач», «Панський луг», «Понад став», «Рогатка», «Сіножаті». Частина назв збереглася у вжитку дотепер.
Типові прізвища мешканців: Григорчук, Касіян, Кейван, Кіцул, Мартин, Попович, Романюк.

## Церква Святого Миколи
1906 року в Микулинцях збудована і посвячена дерев'яна церква, філіальна до парафіяльної церкви в сусідньому селі Будилів. 
З 1961 року в споруді церкви розташовувався музей атеїзму. Дозвіл на відкриття церкви був отриманий аж у 1989. Після цього церкву повністю відремонтували й того ж року наново освятили.

## Уродженці Микулинців
- Касіян Василь Ілліч (1896—1976) — український художник, графік, народний художник СРСР, професор Київського художнього інституту, Герой Соціалістичної Праці, депутат Верховної Ради УРСР п'яти скликань.
- Касіян Василь Миколайович (1892—1920) — український військовий діяч, учасник визвольних змагань у 1914—1920 роках, старшина легіону Українських січових стрільців, Української галицької армії та Червоної української галицької армії.
- Кірєєва Руслана Петрівна (1949—2019) — українська громадсько-культурна діячка, краєзнавиця, журналістка.
- Сінкевич Євген Григорович (нар. 1958 р.) — український історик і краєзнавець, професор, доктор історичних наук.
- Трускавецький Євген Степанович (1934—2021) — кандидат біологічних наук, доцент, засновник (1971 р.) і завідувач кафедри хімії, декан (1974 р.) Житомирського державного педагогічного університету імені Івана Франка.
- Трускавецький Роман Степанович (нар. 1935 р.) — відомий вчений у галузі меліоративного та екологічного ґрунтознавства, доктор сільськогосподарських наук (1984 р.), член-кореспондент НААН України (1995 р.).

## Пам’ятки
- Пам’ятник Тарасові Шевченку (1914);
- Пам’ятник загиблим у Другій світовій війні (1968);
- Символічна могила борцям за волю України (2001).